# Phyllachora leeae-elatae
Phyllachora leeae-elatae är en svampart som beskrevs av A.K. Kar & Maity 1971. Phyllachora leeae-elatae ingår i släktet Phyllachora och familjen Phyllachoraceae.   Inga underarter finns listade i Catalogue of Life.